# 十三試雙發陸上戰鬥機
J1N1十三試雙發陸上戰鬥機，是第二次世界大戰時期舊日本海軍委託中島飛機公司開發的陸上戰鬥機。

## 開發起源與歷史
1937年日本開始對中國實施跨海轟炸。而隨著戰線擴大，航程僅有1,200公里的九六式艦上戰鬥機逐漸無法勝任護航的任務，面對中國空軍的激烈抵抗，九六式陸上攻擊機受到相當大的損害。
於是相對於委託三菱開發的十二試陸上攻擊機（即之後的一式陸上攻擊機），1938年時委託中島飛機公司開發十三試雙發陸上戰鬥機。中島飛機公司任命曾經擔任九七式艦上攻擊機開發主任一職的中村勝治工程師（之後因病與大野和男工程師交接）籌組團隊，進行開發。
根據海軍的要求，十三試必須是台對地攻擊護航專用的遠距離戰鬥機，運動性能則應與十二試艦戰（之後的零式艦上戰鬥機）相當。為了達到要求於是安裝了兩副榮二一型引擎，另外還有將機首20公釐機槍減少為一挺、把旋轉機槍改為遠距操作等減少風阻以增加速度的設計。同時為增加續航力又加大主翼面積，在主翼內設置5個普通防彈燃料箱(總容量2,460升)，卻使其難以抵抗高速戰鬥機的攻擊。
1941年出廠時，共配備一挺機首20公釐機槍、兩挺機首7.7公釐機槍、後上方遠距操作式7.7公釐旋轉機槍及後下方一挺7.7公釐手動式旋轉機槍。雖然前方固定機槍的火力不如其他雙引擎戰鬥機，但後方旋轉機槍相當具有威力。
1941年5月2日首次飛行後，經過測試發現雖然速度與續航能力通過標準，但運動性能方面被判定為無法與戰鬥機對抗。加上當時零戰已開始以長距離護航戰鬥機的身分活躍，十三試雙發陸上戰鬥機只能退出遠距護衛機的舞台。

## 衍生型
二式陸上偵察機
月光夜間戰鬥機